# Gao Han-yu
Gao Hanyu (en chino simplificado: 高瀚宇) también conocido como Gao Yu, es un actor chino.

## Carrera

### Música
En octubre del 2008 se unió al grupo "HIT-5", junto a G-King (Guo Zi Yu), David (Duan Huang Wei), Feng (Dong Yu Feng) y Evan (Yang Fan), hasta la disolución de este en el 2015.

### Televisión
En abril del 2017 se unió al elenco de la serie Fighter of The Destiny donde interpretó a Xuan Yuan Po, un guerrero de sangre caliente de la tribu oso que se hace amigo de Chen Changsheng (Lu Han), hasta el final de la serie en junio del mismo año.
En el 2018 se unió al elenco recurrente de la serie Legend of Fuyao donde dio vida a Jiang Feng, el leal subordinado y guardia de Zhangsun Wuji (Ethan Juan).
El 24 de diciembre del 2018 se unió al elenco principal de la serie Flipped donde interpretó a Qi Xun, un joven abrumadoramente talentoso, frío y extremadamente sensible con habilidades excepcionales, hasta el final de la serie el 21 de enero del 2019.
En abril del 2019 se unió al programa de canto "Producer 101", Produce Camp 2019, sin embargo no logró obtener un puesto.
El 24 de julio del mismo año se unió al elenco recurrente de la serie web The King's Avatar donde interpretó a Yu Wenzhou, el capitán del equipo "Blue Rain", que es conocido como uno de los Cuatro Maestros Tácticos.
El 23 de diciembre del mismo año se unió al elenco de la serie Please Love Me donde da vida a Xiao Linnan, hasta el final de la serie el 21 de enero del 2020. 
En septiembre del 2020 se unió al elenco de la serie Love Is Sweet donde interpretó a Du Lei, hasta el final de la serie el 27 de octubre del mismo año.
Ese mismo año se unirá al elenco principal de la serie Twelve Legends (十二谭, también conocida como "Twelve Tan").

## Filmografía

### Series de televisión
| Año             | Título                 | Personaje   | Notas        |
| --------------- | ---------------------- | ----------- | ------------ |
| 2021 - presente | Twelve Legends         | -           |              |
| 2020 - presente | The Timeliness Change  | Xiao Linnan |              |
| 2020            | Love Is Sweet          | Du Lei      |              |
| 2019 - 2020     | Please Love Me         | Xiao Linnan | 24 episodios |
| 2019            | The King's Avatar      | Yu Wenzhou  |              |
| 2018 - 2019     | Flipped                | Qi Xun      | 24 episodios |
| 2018            | S.C.I                  | Bai Yutong  | 24 episodios |
| 2018            | Legend of Fuyao        | Jiang Feng  |              |
| 2017            | Fighter of The Destiny | Xuan Yuanpo |              |
| 2016            | Hello Mr. Right        | Shen Haoran |              |

### Películas
| Año  | Título                 | Personaje | Notas                        |
| ---- | ---------------------- | --------- | ---------------------------- |
| 2017 | Planning of Be in Love | Yao Zheng | junto a Sookie Pa y Gong Mi  |
| 2016 | Alien: Liang Sheng Yao | Lan Jue   | junto a Wei Ni y Liang David |
| 2016 | Alien: Fata Morgana    | Lan Jue   | junto a Wei Ni y Liang David |

### Apariciones en programas
| Año  | Programa                         | Notas                |
| ---- | -------------------------------- | -------------------- |
| 2021 | Call Me By Fire (披荆斩棘的哥哥) | miembro              |
| 2019 | Super Penguin League             |                      |
| 2019 | Produce Camp 2019                | concursante          |
| 2018 | Super Nova Games                 | miembro              |
| 2018 | The Chamber of Secrets Escape    | (ep. #10) - invitado |

### Eventos
| Año  | Título                         | Notas |
| ---- | ------------------------------ | ----- |
| 2019 | 2019 Tencent Video Star Awards |       |
| 2019 | QQ Music Livestream            |       |

### Revistas / sesiones fotográficas
| Año  | Revista                               | Notas                                                                              |
| ---- | ------------------------------------- | ---------------------------------------------------------------------------------- |
| 2019 | Xinwei Magazine                       |                                                                                    |
| 2019 | ForFans                               |                                                                                    |
| 2019 | Cosmopolitan China’s The Beauty Bible |                                                                                    |
| 2019 | Men’s Health China                    |                                                                                    |
| 2019 | Esquire China                         | (publicación de julio) - junto a Yang Yang, Zhai Zilu, Yang Ting Dong y Fan Jinwei |
| 2019 | MOL Fashion                           |                                                                                    |
| 2018 | CHIC Magazine                         | junto a Ji Xiaobing                                                                |

## Discografía

### Otras canciones
| Año  | Título | Álbum | Notas                                                                                            |
| ---- | ------ | ----- | ------------------------------------------------------------------------------------------------ |
| 2020 | -      | -     | junto a otros artistas - (Canción y mensajes para apoyar a quienes luchan contra el coronavirus) |